# Slovanski jeziki
Slovánski jezíki so del jezikovne družine indoevropskih jezikov.

## Seznam
- južnoslovanski jeziki
  - vzhodna veja
    - bolgarščina
    - makedonščina
    - starocerkvenoslovanščina †

  - zahodna veja
    - bosanščina
    - črnogorščina
    - hrvaščina (čakavske, kajkavske in štokavske variante)
    - slovenščina
    - srbščina

- vzhodnoslovanski jeziki
  - beloruščina
  - rusinščina
    - panonska rusinščina

  - ruščina
  - ukrajinščina
  - lemkovščina
  - stara novgorodščina †

- zahodnoslovanski jeziki
  - češčina
  - kašubščina
  - lužiška srbščina
    - zgornjolužiška srbščina
    - spodnjolužiška srbščina

  - poljščina
  - slovaščina
  - šlezijščina

Medslovanščina je umetni sporazumevalni jezik, temelječ na praslovanščini, ki skuša olajšati medsebojno sporazumevanje govorcev različnih slovanskih jezikov.